# Focke-Wulf Fw 159
Die Focke-Wulf Fw 159 war ein einmotoriges Jagdflugzeug der deutschen Focke-Wulf-Flugzeugwerke. Das 1935 für eine Ausschreibung entwickelte Versuchsflugzeug konnte sich jedoch nicht gegen den Konkurrenten Messerschmitt Bf 109 durchsetzen und kam nie zum Einsatz.

## Geschichte

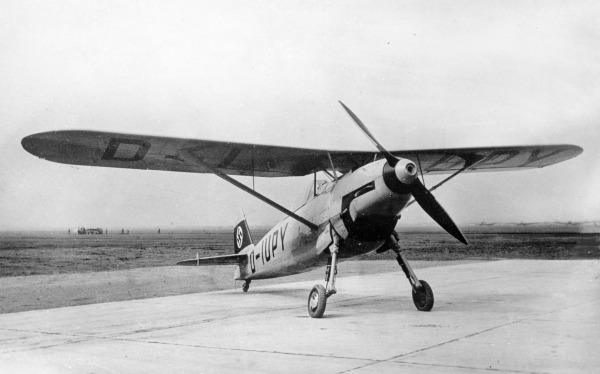
Focke-Wulf Fw 159 V1

Nachdem 1934 das Reichsluftfahrtministerium einen Konstruktionswettbewerb für einen einsitzigen Jagdflugzeug-Eindecker ausgeschrieben hatte, mit dem die alten Arado-Ar-68- und Heinkel-He-51-Doppeldecker ersetzt werden sollten, erhielt neben Arado, Heinkel und Messerschmitt auch Focke-Wulf einen Entwicklungsauftrag.
Kurt Tank beauftragte Oberingenieur Rudolf Blaser mit der konstruktiven Leitung. Blaser entwickelte bis zum Sommer 1935 die Fw 159, einen Hochdecker aus Ganzmetall mit geschlossenem Führersitz und einem in den Rumpf einziehbaren Fahrgestell. Die Fw 159 V1 mit der Werknummer 932 war mit einem Jumo 210 A mit 610 PS Startleistung und einer starren Zweiblatt-Luftschraube ausgestattet. Sie ging beim ersten Flug unter Flugkapitän Wolfgang Stein zu Bruch, weil der zu schwach konzipierte Ein- und Ausfahrmechanismus des Fahrwerks den Luftwiderstand nicht überwinden konnte und es nicht einrastete.
Im Oktober 1935 fand ein Vergleichsfliegen mit den Konkurrenzmaschinen Arado Ar 80 V1, Heinkel He 112 V1 und Messerschmitt Bf 109 V1 bei der Erprobungsstelle See in Travemünde statt. Die Fw 159 konnte wegen der durch die Bauchlandung notwendig gewordenen Reparaturarbeiten und dem Einbau stärkerer Fahrwerks-Hydraulikzylinder erst im März 1936 nach Travemünde überstellt werden, zu einem Zeitpunkt, an dem die Bf 109 schon zum Sieger erklärt worden war. Außerdem zeigte sich, dass die Konzeption der Fw 159 infolge der technischen Entwicklung bereits überholt war. Focke-Wulfs Testpilot Hans Sander, der die Fw 159 mit erprobte, sprach von einem Abfangjäger mit dem einzig wirklich beachtenswerten Merkmal, dass „praktisch alles fehlte, was einen Jäger der neuesten Generation ausmachte“. Die im Bau befindlichen beiden weiteren Mustermaschinen Fw 159 V2 (Werknummer 933) und Fw 159 V3 (Werknummer 1246) waren mit dem stärkeren Jumo 210 G mit 680 PS Leistung und einer Dreiblatt-Luftschraube ausgerüstet. Sie wurden noch fertig gebaut und erprobt. Auch sie kränkelten an dem komplizierten Fahrwerksmechanismus, was dem Muster im RLM den internen Beinamen „Trampel“ einbrachte. Eine als Fw 259 für 1937 geplante Ausführung mit einem DB-601-Motor wurde nicht mehr realisiert.

## Konstruktion
| Kenngröße | Daten |
| --------- | --- |
| Typ       | Einmotoriger Jagdeinsitzer |
| Flügel    | Abgestrebter Hochdecker. Dreiteiliger Ganzmetallflügel, Mittelteil auf zwei N-Stielen fest über dem Rumpf, Außenteile mit stoffbespannten Querrudern und Landeklappen, sonst Ganzmetall-Schalenbauweise. I-Stiele. |
| Rumpf     | Ganzmetall-Schalenrumpf mit ovalem Querschnitt. Kraftstoffbehälter zwischen Motor und Kabine und unter dem Führersitz.                                                                                             |
| Leitwerk  | Normal, freitragend. Metallaufbau, Flossen blechbeplankt, Ruder stoffbespannt. Seitenruder gewichtlich, Höhenruder gewichtlich und aerodynamisch ausgeglichen.                                                     |
| Fahrwerk  | Einziehbares Normalfahrwerk. Haupträder an Doppelknickbeinen nach oben hinten in den Rumpf einziehbar. Hydraulische Betätigung. Unverkleidetes Spornrad.                                                           |
| Triebwerk | Ein flüssigkeitsgekühlter Zwölfzylinder-Motor Junkers Jumo 210 G mit 680 PS Startleistung. Starre Dreiblatt-Luftschraube.                                                                                          |
| Besatzung | Ein Mann in geschlossener Kabine mit aufgesetzter Haube hinter der Flügelhinterkante. |

## Technische Daten
| Kenngröße             | Daten                                                     |
| --------------------- | --------------------------------------------------------- |
| Besatzung             | 1                                                         |
| Spannweite            | 12,40 m                                                   |
| Länge                 | 10,00 m                                                   |
| Höhe                  | 3,75 m                                                    |
| Flügelfläche          | 20,25 m²                                                  |
| Leermasse             | 1875 kg                                                   |
| Startmasse            | 2250 kg                                                   |
| Antrieb               | ein flüssigkeitsgekühlter Zwölfzylinder-V-Motor Jumo 210A |
| Leistung              | 610 PS (ca. 450 kW)                                       |
| Höchstgeschwindigkeit | 385 km/h                                                  |
| Marschgeschwindigkeit | 355 km/h                                                  |
| Landegeschwindigkeit  | 110 km/h                                                  |
| Steigzeit             | 12,5 min auf 6000 m Höhe                                  |
| Dienstgipfelhöhe      | 7200 m                                                    |
| Reichweite            | 650 km                                                    |
| Bewaffnung            | zwei starre 7,92-mm-MG 17, je 500 Schuss                  |